# 卜式
卜式，為西汉時期官員，其出身河南郡（今屬洛陽），以從事牧羊工作維生，後因出資贊助朝廷，而受拜為中郎，賜爵左庶長，再遷齊相，賜爵關內侯，一度官至御史大夫，卜式後因反對官方專營鹽、铁，且不擅長於典章，而於元封元年被降調為太子太傅。

## 生平

### 友悌牧羊
卜式早年以耕種畜牧為業，他有一名年幼的弟弟，當其弟長大，兄弟倆人分家時，卜式單獨只帶走幾百隻羊，其他如田宅、財物等則盡數留給弟弟。離家後的卜式入山牧羊十餘年，羊群數量增長到千餘頭，有足夠積蓄能購買田地宅院。反之繼承大部分家財的弟弟則傾家蕩產，為此卜式又多次將自己的財產分給弟弟。

### 捐產助國
當時汉朝正在抵抗匈奴入侵，卜式上書稱願捐出一半的家財資助邊疆戰事。汉武帝派人詢問卜式：「是想當官嗎？」卜式說：「我從小牧羊，不熟悉怎麼當官，不願意作官。」使者說：「那難道是家裡有冤屈，想講出來嗎？」卜式說：「臣生來與人無所爭，鄉邑中有貧困者便借錢給他，不善的人則教化他，住處周遭的人與我皆友好相處，卜式有何冤事呀！」使者說：「如此，那麼你想要什麼呢？」卜式說：「天子抗擊匈奴，我認為賢明者理應為大節而死，有錢的人應當出錢，這樣匈奴一定可被消滅。」使者將卜式所言轉告朝廷。漢武帝又告訴了丞相公孫弘。公孫弘說道：「這不是人之常情的表現，不按常理的臣子，不可以作為效法的榜樣，願陛下不要答應他。」漢武帝因此沒有接受卜式的請求，過了幾年便將卜式遣回家鄉。卜式回鄉後，又重操其牧羊的舊業。
一年後，遇上匈奴浑邪王等人歸降漢朝，國家花費過多，倉府空虛，大量的貧民流離失所，流民皆仰賴國家的幫助，而朝廷又力有未逮。對此卜式再次拿出二十萬錢給河南郡太守，用來救濟流民。後來河南上報富人助貧的名單，漢武帝認出了卜式，說：「是那位堅持要將半數家產助邊的人。」於是下命賜給卜式差役四百人，而卜式又將之全數歸還給官府。當時，各地富豪皆爭相隱匿財產，只有卜式特別想資助國家的用度。漢武帝於是把卜式尊崇為長者，拜卜式為中郎，賜爵左庶長，賜田十頃，且佈告天下，以示尊崇，鼓勵百姓效法卜式的作為。

### 官宦生涯
起初卜式並不願擔任郎官，漢武帝說：「朕有羊在上林苑裡，想讓先生去放牧。」卜式成為郎官後，依然穿著布衣草鞋去牧羊。過了一年多，羊肥壯又繁殖得很多。某次漢武帝經過牧羊場地，對此相當稱讚。卜式說：「不只是牧羊，治民也是一樣。按時起居，壞的立即除去，不讓其危害群體。」漢武帝對卜式的言論感到驚奇，想讓他試一試治民，因此任命卜式擔任緱氏縣县令，緱氏在卜式的治理下政治修明，局勢安定，後來卜式再度調遷成皋縣縣令，又兼管漕运。漢武帝認為卜式樸實忠厚，便命他為齊王太傅，又升任國相。
當呂嘉起事時，卜式上書說：「臣聽說主愧臣死。群臣應該死節，最蠢笨者也應出錢幫助軍隊，這樣國家才會強盛而不被侵犯。臣願意與兒子和臨菑善於用弩者，以及博昌善於駕船之士請求戰死沙場，以盡臣節。」皇上認為他賢德，下詔說：「朕聽說以德報德，以直報怨。今日天下不幸有事，郡縣諸侯沒有奮激而起、以直報怨的直道之人。齊相的行為雅正且親自耕作，隨牲畜放牧，用資產幫助親弟，從頭開始經營，不為利益所誘惑。不久前北境調軍出擊匈奴，卜式上書出錢助官。往年西河災荒，卜式又率領齊人送糧到西河。現今又首先奮勇報名從軍，雖然沒有交戰，但可謂義見於心了。現在應當封卜式為關內侯，賜給黃金四十斤，田十頃，佈告天下，讓眾人明知朕意」。
元鼎年間，卜式接替石慶擔任御史大夫。卜式上任後，說各郡國對鹽鐵專賣感到不便，且船隻有算賦，使商賈稀少，物價騰貴，應當要廢除相關制度，漢武帝為此開始對卜式感到不滿，加上隔年要封禅，卜式又不熟悉典章禮儀，漢武帝遂將他貶任太子太傅，改命兒寬為御史大夫。後來卜式得以善終天年。

## 評價
- 鍾惺：卜式，以奇取人者也。奇之為用，在乘其急而捷得之。一不得，則興盡而意改，故其道難於持久。今式輸家之半助邊，不願官職，不願報冤，奇矣！數歲不報而田牧如故也，持錢二千萬給徙民如故也，外繇四百人盡復予縣官如故也，為郎而牧羊如故也，御史大夫之爵使人主自予之，而己若無所取焉。故古今善出錢買官者，未有如式者也。不難於奇，難於其奇而能持久[4]。
- 班固：公孫弘、卜式、兒寬皆以鴻漸之翼困於燕爵，遠迹羊豕之間，非遇其時，焉能致此位乎[2]。

## 延伸閱讀
[在维基数据编辑]
 《漢書/卷058》，出自班固《漢書》